# 山內多寶灣戰鬥
山內多寶灣戰鬥發生於1939年12月13日－22日，地點則是在中國鄂中南一帶。是抗日戰爭主要戰鬥之一，交戰一方為國民革命軍，另一方則為日軍。
民国时多宝湾属京山县，今称多宝镇，属天门市。